# В одной столовой…
«В одной столовой…» — советский сатирический кукольный мультипликационный фильм для взрослых 1957 года. О беспорядках и очковтирательстве в общественном питании.
Режиссёр фильма - Григорий Ломидзе, который в работе обращался преимущественно к съёмке театральных кукол, покадровую съёмку использовав реже.

## Сюжет
Директор столовой Мурмызин, заботясь лишь о личном благополучии, совсем не следил за качеством обслуживания в своём заведении. В день неожиданной ревизии оказалось, что в столовой совсем нет продуктов. Предполагаемого «ревизора» пришлось кормить домашней едой, которую привезла жена Мурмызина. Какого же было негодование директора-очковтирателя, когда посетительница оказалась вовсе не проверяющей, а общественным контролёром…

## Роли озвучивали
- Нина Тер-Осипян
- Серафим Аникеев
- Юрий Хржановский
- Л. Терехина
- Семён Самодур
- Мария Миронова
- Н. Меркулова
- В. Бахарев
- Леонид Пирогов
- А. Сахновский
- А. Волгина